# Leichtathletik-Weltmeisterschaften 1999/5000 m der Frauen

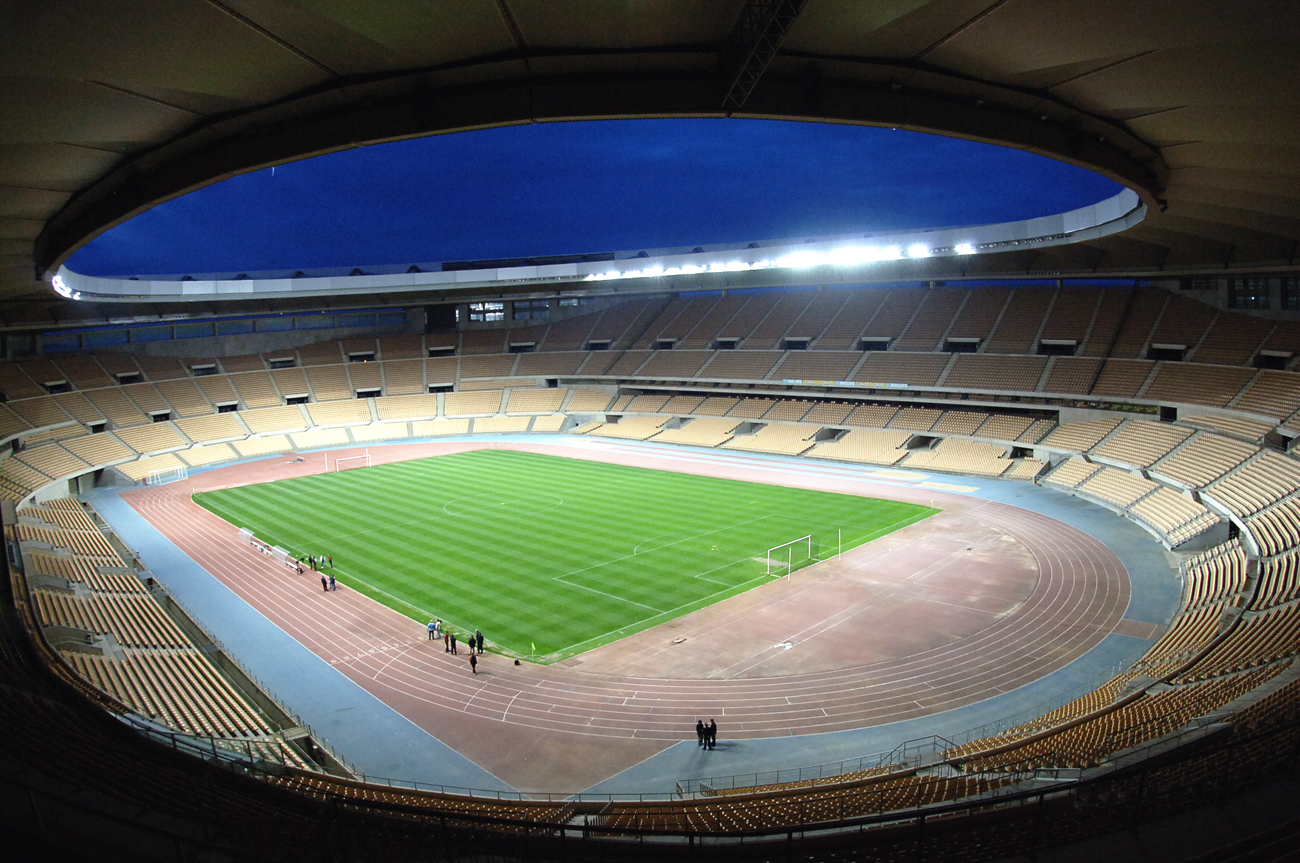
Das Olympiastadion von Sevilla im Jahr 2011

Der 5000-Meter-Lauf der Frauen bei den Leichtathletik-Weltmeisterschaften 1999 wurde am 24. und 27. August 1999 im Olympiastadion der spanischen Stadt Sevilla ausgetragen.
Weltmeisterin wurde die rumänische Titelverteidigerin, Vizeeuropameisterin von 1998, EM-Dritte über 3000 Meter von 1994 und Olympiazweite über 1500 Meter von 1996 Gabriela Szabo. Den zweiten Rang belegte die Afrikameisterin von 1998 über 3000 Meter Zahra Ouaziz aus Marokko. Bronze ging an die Äthiopierin Ayelech Worku.

## Rekorde

### Bestehende Rekorde
| Weltrekord | 14:28,09 min | Jiang Bo         | Shanghai, Volksrepublik China | 23. Oktober 1997 |
| WM-Rekord  | 14:46,47 min | Sonia O’Sullivan | WM 1995 in Göteborg, Schweden | 12. August 1995  |

### Rekordverbesserung
Die rumänische Weltmeisterin Gabriela Szabo verbesserte den bestehenden WM-Rekord im Finale am 27. August um 4,65 Sekunden auf 14:41,82 min.
Es wurden acht Landesrekorde aufgestellt:
- 15:41,81 – Sunita Rani (Indien), 1. Vorlauf am 24. August
- 18:02,28 – Nebiat Habtemariam (Eritrea), 1. Vorlauf am 24. August
- 15:17,90 – Ebru Kavaklıoğlu (Türkei), 2. Vorlauf am 24. August
- 14:51,69 – Ebru Kavaklıoğlu (Türkei), Finale am 27. August
- 15:25,48 – Susanne Pumper (Österreich), 2. Vorlauf am 24. August
- 15:24,38 – Susanne Pumper (Österreich), Finale am 27. August
- 14:50,17 – Irina Mikitenko (Deutschland), Finale am 27. August
- 15:03,47 – Yamna Belkacem (Frankreich), Finale am 27. August

## Vorrunde
Die Vorrunde wurde in zwei Läufen durchgeführt. Die ersten fünf Athletinnen pro Lauf – hellblau unterlegt – sowie die darüber hinaus fünf zeitschnellsten Läuferinnen – hellgrün unterlegt – qualifizierten sich für das Finale. Alle über ihre Zeit qualifizierten Teilnehmerinnen rekrutierten sich aus dem deutlich schnelleren zweiten Rennen.

### Vorlauf 1

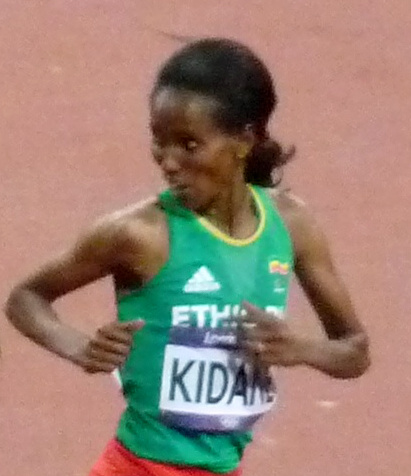
Werknesh Kidane verpasste die Finalteilnahme als Siebte ihres Vorlaufs um zwei Ränge

24. August 1999, 22:35 Uhr
| Platz | Name                | Nation       | Zeit (min)  |
| ----- | ------------------- | ------------ | ----------- |
| 1     | Gabriela Szabo      | Rumänien     | 15:32,50    |
| 2     | Irina Mikitenko     | Deutschland  | 15:32,55    |
| 3     | Marija Pantjuchowa  | Russland     | 15:33,98    |
| 4     | Marta Domínguez     | Spanien      | 15:34,24    |
| 5     | Megumi Oshima       | Japan        | 15:34,51    |
| 6     | Adriana Fernández   | Mexiko       | 15:37,79    |
| 7     | Werknesh Kidane     | Äthiopien    | 15:38,12    |
| 8     | Annemari Sandell    | Finnland     | 15:41,23    |
| 9     | Natalie Harvey      | Australien   | 15:41,55    |
| 10    | Sunita Rani         | Indien       | 15:41,81 NR |
| 11    | Marina Bastos       | Portugal     | 15:48,51    |
| 12    | Amaia Piedra        | Spanien      | 15:50,93    |
| 13    | Samukeliso Moyo     | Simbabwe     | 15:50,97    |
| 14    | Klara Kaschapowa    | Russland     | 15:52,06    |
| 15    | Hrisostomía Iakóvou | Griechenland | 15:59,76    |
| 16    | Zhor El Kamch       | Marokko      | 16:06,20    |
| 17    | Fatima Yvelain      | Frankreich   | 16:09,85    |
| 18    | Amy Rudolph         | USA          | 16:24,31    |
| 19    | Nebiat Habtemariam  | Eritrea      | 18:02,28 NR |
| DNF   | Jolanta Alendi      | Palästina    |             |
| DNF   | Kathy Butler        | Kanada       |             |
| DNS   | Asmae Leghzaoui     | Marokko      |             |

### Vorlauf 2

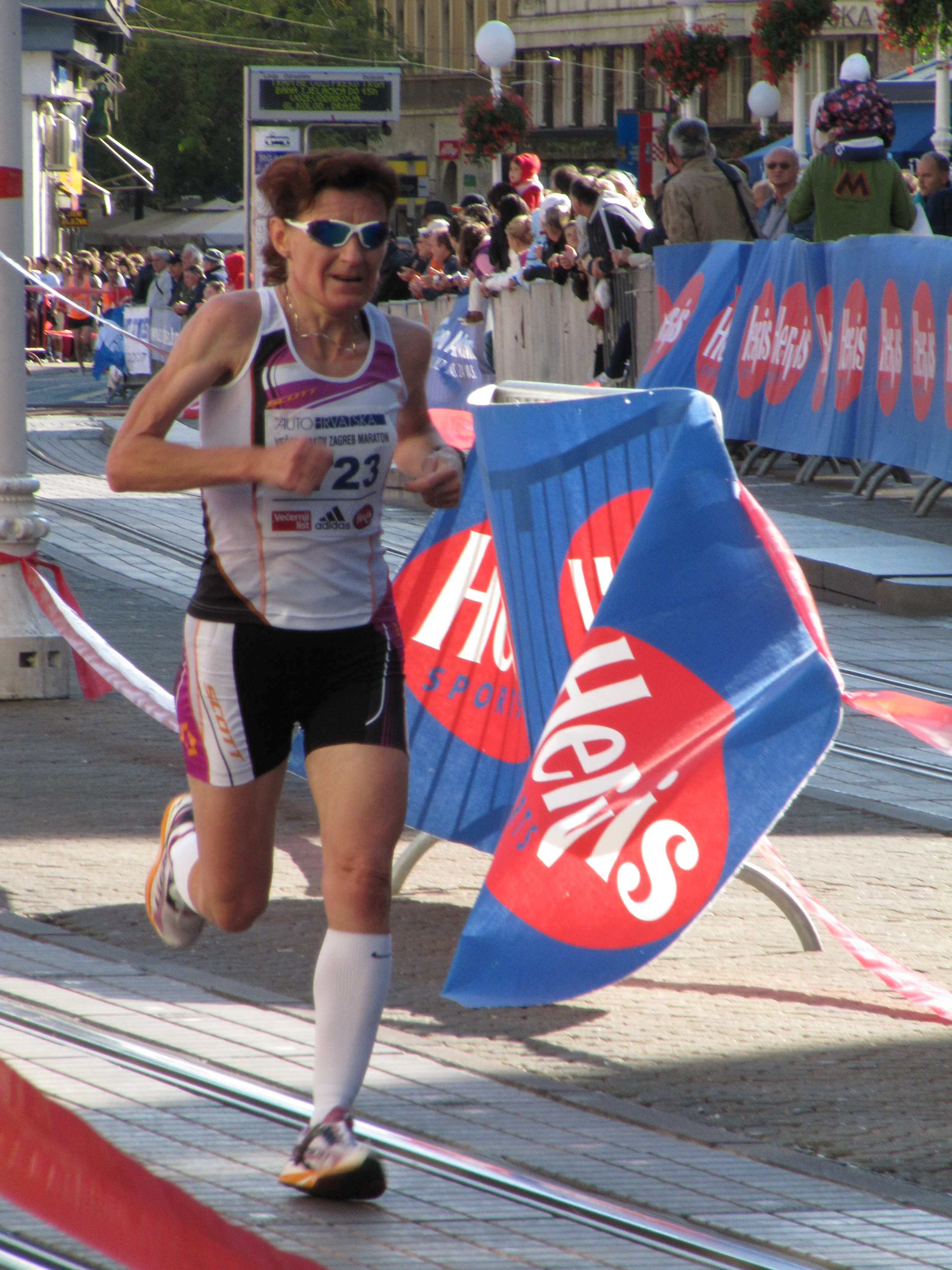
Helena Javornik (hier beim Zagreb Marathon im Jahr 2009) fehlten mit ihren 15:28,41 min acht Zehntelsekunden zur Finalteilnahme

24. August 1999, 23:00 Uhr
| Platz | Name                  | Nation              | Zeit (min)  |
| ----- | --------------------- | ------------------- | ----------- |
| 1     | Ebru Kavaklıoğlu      | Türkei              | 15:17,90 NR |
| 2     | Zahra Ouaziz          | Marokko             | 15:20,04    |
| 3     | Ayelech Worku         | Äthiopien           | 15:20,17    |
| 4     | Michiko Shimizu       | Japan               | 15:24,85    |
| 5     | Julia Vaquero         | Spanien             | 15:25,48    |
| 6     | Susanne Pumper        | Österreich          | 15:25,48 NR |
| 7     | Cheri Kenah           | USA                 | 15:25,54    |
| 8     | Yamna Belkacem        | Frankreich          | 15:25,85    |
| 9     | Getenesh Urge         | Äthiopien           | 15:27,59    |
| 10    | Katalin Szentgyörgyi  | Ungarn              | 15:27,61    |
| 11    | Helena Javornik       | Slowenien           | 15:28,41    |
| 12    | Ann Wamuchi           | Kenia               | 15:29,01    |
| 13    | Wang Chunmei          | Volksrepublik China | 15:45,80    |
| 14    | Yoshiko Fujinaga      | Japan               | 15:51,52    |
| 15    | Olga Jegorowa         | Russland            | 15:53,63    |
| 16    | Nora Leticia Rocha    | Mexiko              | 16:10,48    |
| 17    | Elva Dryer            | USA                 | 16:15,70    |
| 18    | Kate Anderson         | Australien          | 16:34,68    |
| 19    | Giselle Camilleri     | Malta               | 17:18,31    |
| 20    | Sukhbaatar Erdenetuya | Mongolei            | 18:47,34    |
| 21    | Esperanza Obono Ela   | Äquatorialguinea    | 19:20,44    |
| DNS   | Agnes Chikwakwa       | Malawi              |             |

## Finale
27. August 1999, 21:15 Uhr
| Platz | Name                 | Nation      | Zeit (min)  |
| ----- | -------------------- | ----------- | ----------- |
| 1     | Gabriela Szabo       | Rumänien    | 14:41,82 CR |
| 2     | Zahra Ouaziz         | Marokko     | 14:43,15    |
| 3     | Ayelech Worku        | Äthiopien   | 14:44,22    |
| 4     | Irina Mikitenko      | Deutschland | 14:50,17 DR |
| 5     | Ebru Kavaklıoğlu     | Türkei      | 14:51,69 NR |
| 6     | Julia Vaquero        | Spanien     | 14:56,00    |
| 7     | Marija Pantjuchowa   | Russland    | 14:58,60    |
| 8     | Yamna Belkacem       | Frankreich  | 15:03,47 NR |
| 9     | Marta Domínguez      | Spanien     | 15:16,93    |
| 10    | Megumi Oshima        | Japan       | 15:17,92    |
| 11    | Cheri Kenah          | USA         | 15:20,12    |
| 12    | Susanne Pumper       | Österreich  | 15:24,38 NR |
| 13    | Getenesh Urge        | Äthiopien   | 15:29,60    |
| 14    | Katalin Szentgyörgyi | Ungarn      | 15:37,00    |
| 15    | Michiko Shimizu      | Japan       | 15:46,28    |

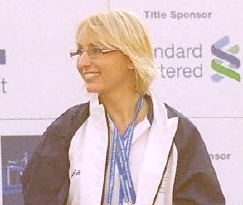
Ihren zweiten WM-Titel in Folge errang Gabriela Szabo, 1998 Vizeeuropameisterin, 1994 EM-Dritte über 3000 Meter und 1996 Olympiazweite über 1500 Meter

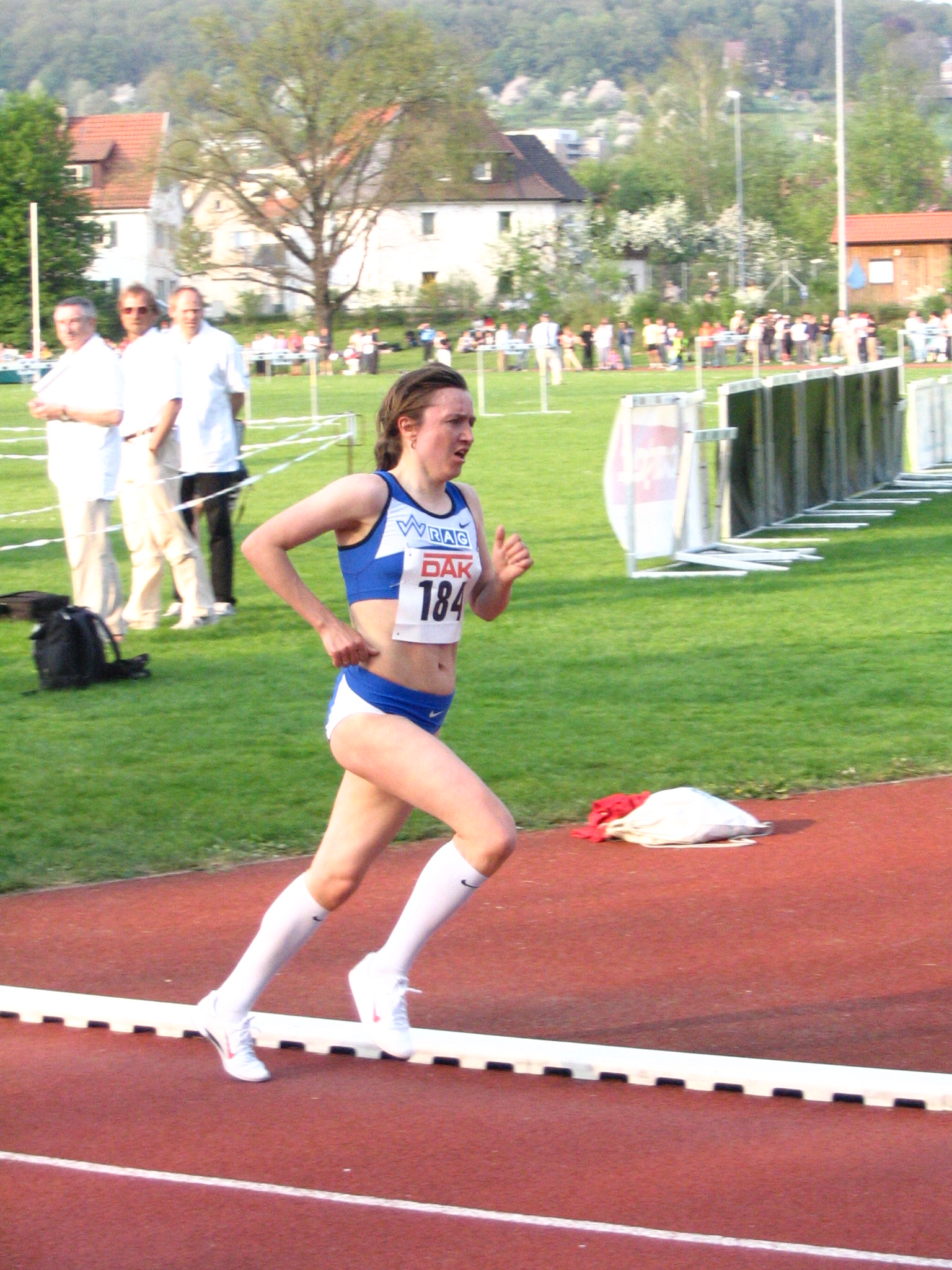
Irina Mikitenko – Rang vier in deutscher Rekordzeit von 14:50,17 min
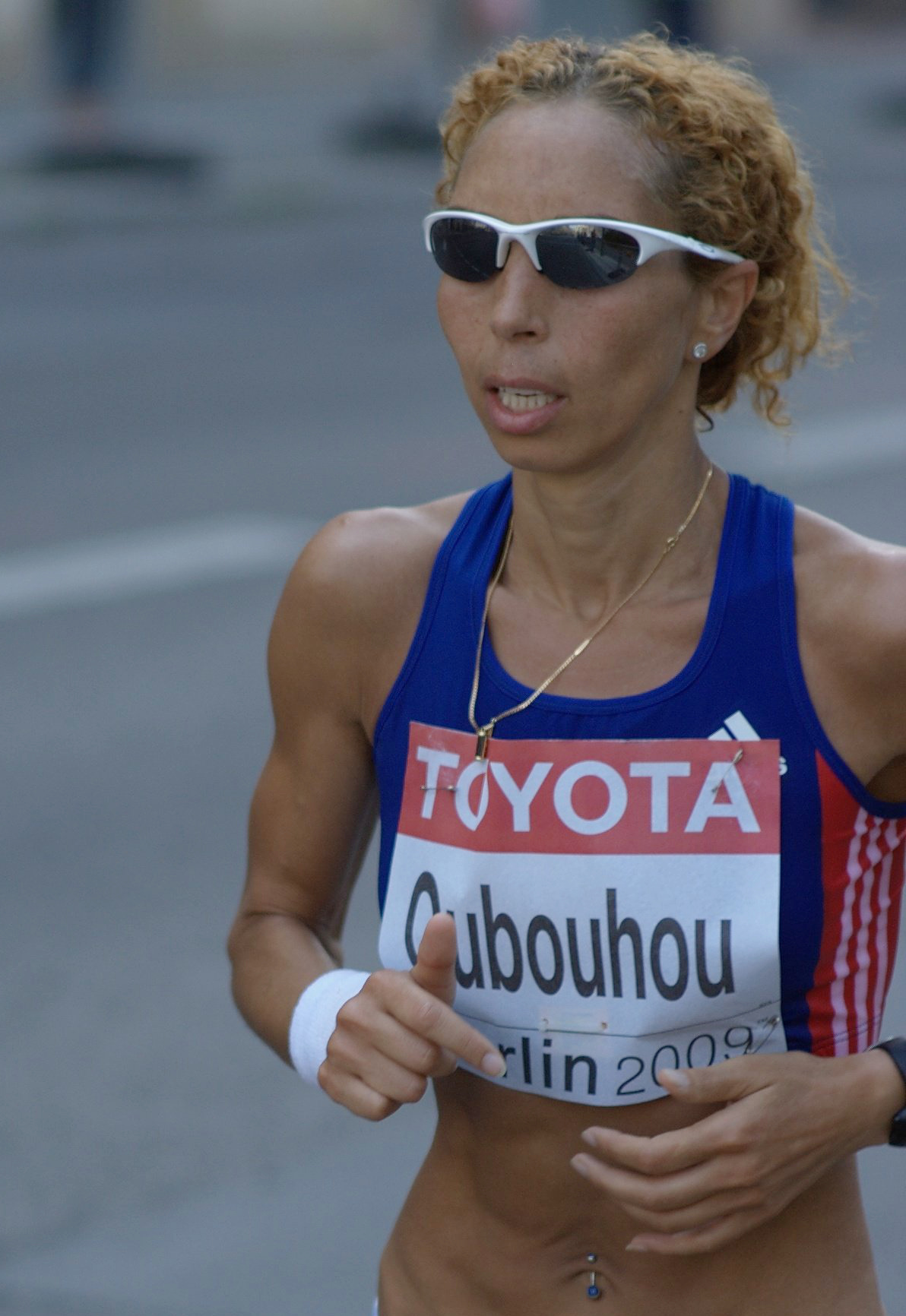
Yamna Belkacem wurde Achte in der neuen französischen Rekordzeit von 15:03,47 min

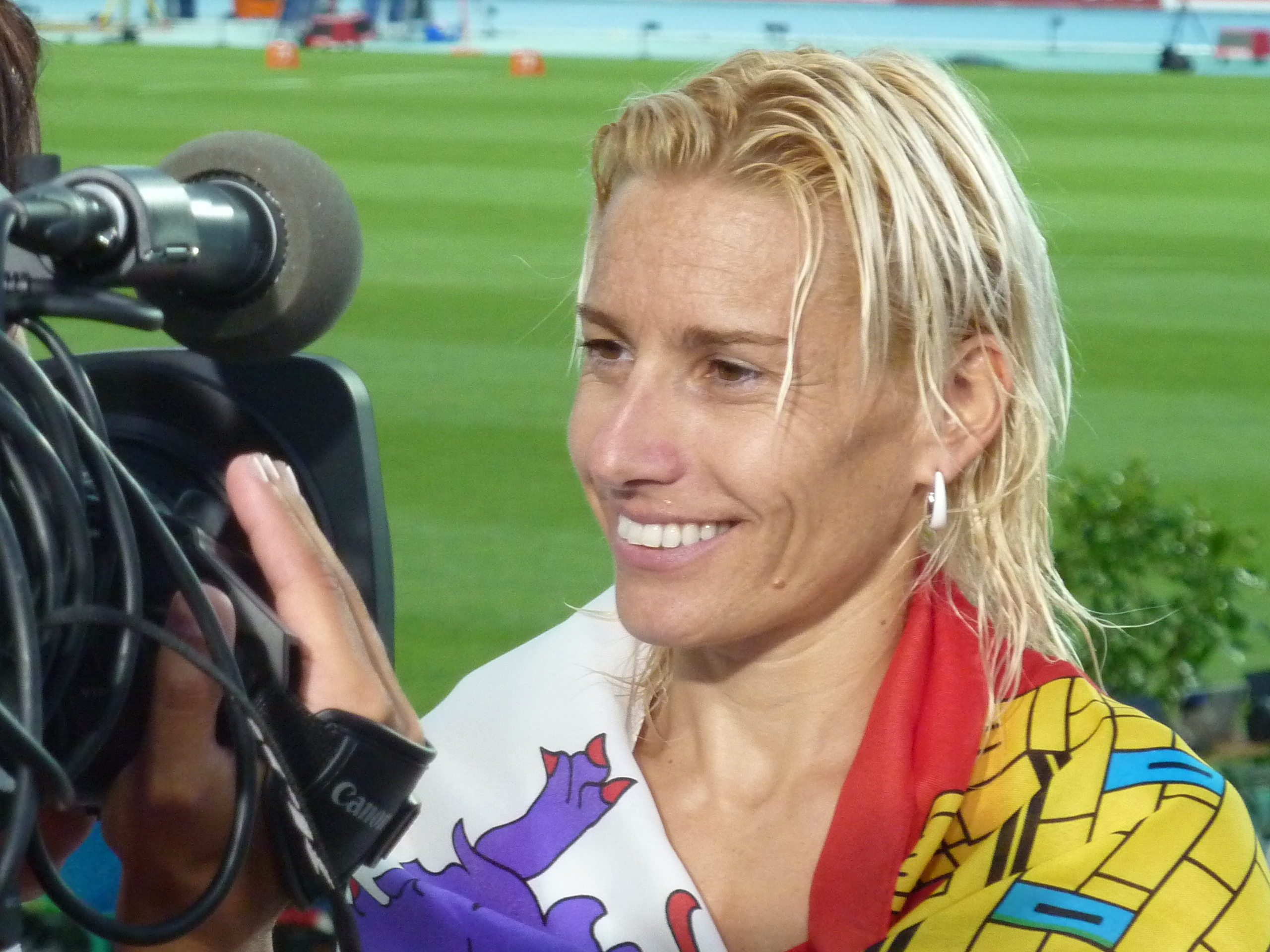
Marta Domínguez erreichte Platz neun
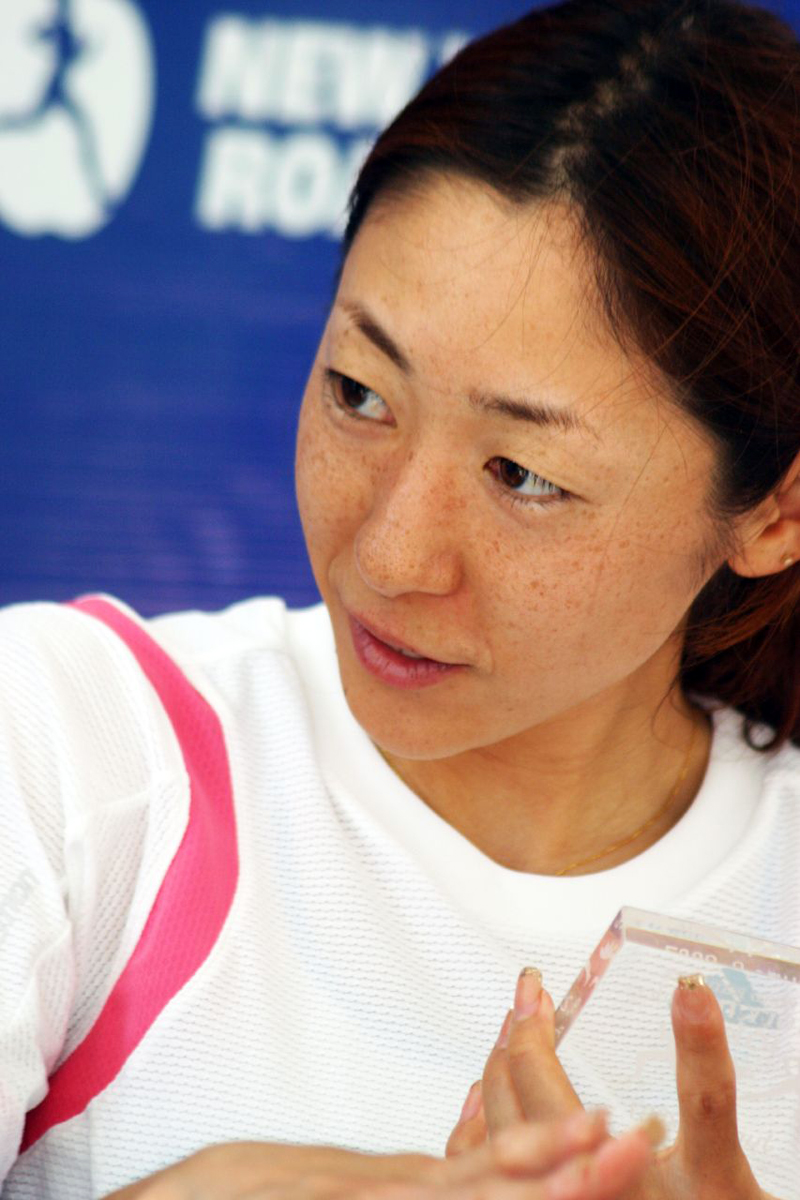
Megumi Oshima kam auf den zehnten Platz
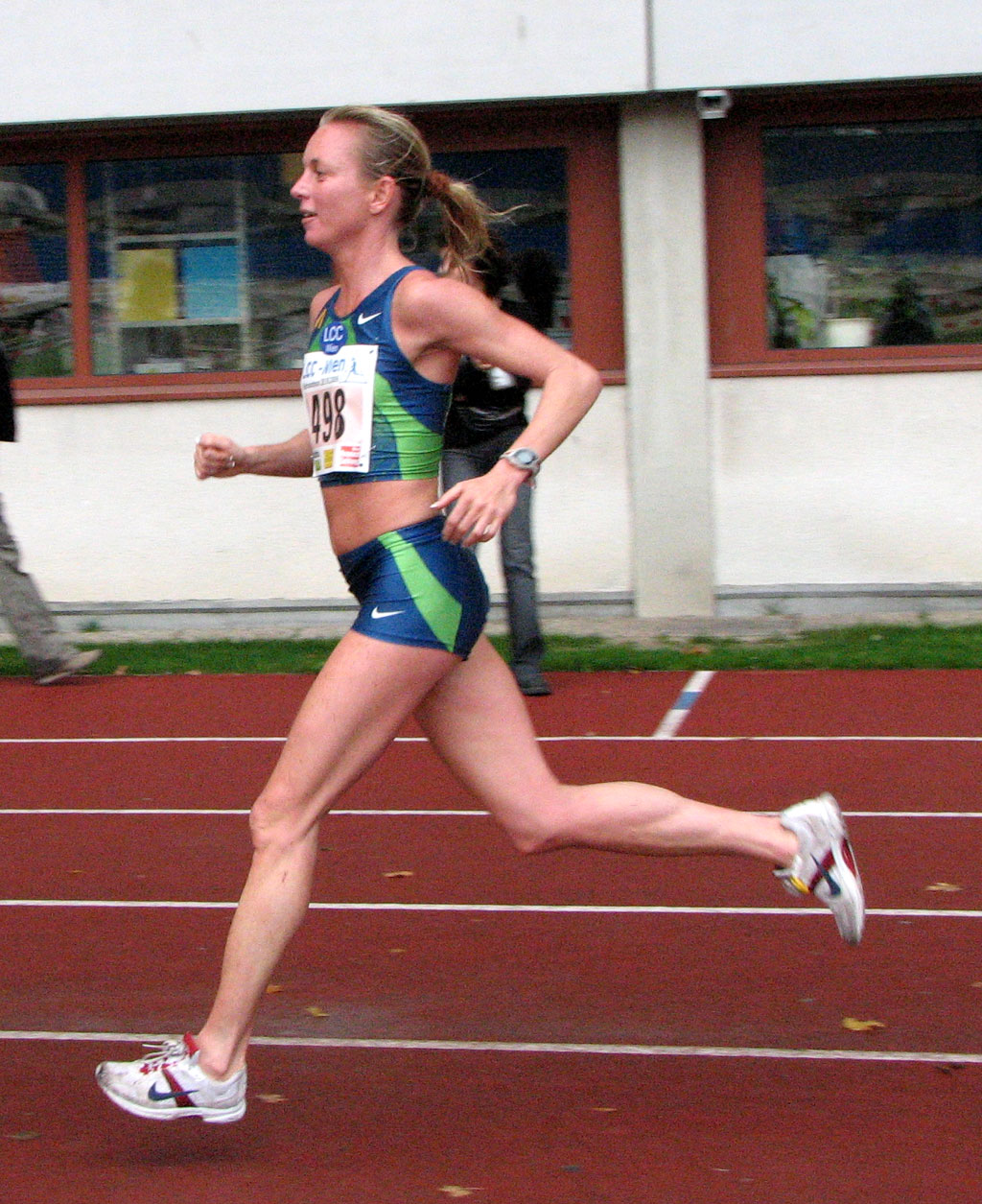
Susanne Pumper lief im Vor- und dann auch Endlauf neuen österreichischen Rekord (zuletzt: 15:24,38 min) und belegte Rang zwölf

## Video
- Women's 5000m World Athletics Champs Seville 1999 auf youtube.com, abgerufen am 24. Juli 2020